# Alexandre Gama
Alexandre Torreira da Gama Lima Casado (sinh ngày 4 tháng 1 năm 1968) là một cầu thủ bóng đá và là huấn luyện viên bóng đá người Brazil.

## Sự nghiệp
Khi còn là cầu thủ, ông có biệt danh là "GAMA", khởi đầu sự nghiệp ở giải trẻ Fluminense năm 1983, nơi ông là nhà vô địch Rio de Janeiro năm 1988 và đạt Cúp trẻ São Paulo năm 1989.

## Danh hiệu

### Huấn luyện viên phó
Hàn Quốc
- Cúp bóng đá châu Á: Cúp bóng đá châu Á 2011 (thứ 3)

### Huấn luyện viên
Al-Wahda
- Giải bóng đá chuyên nghiệp Các tiểu vương quốc Ả Rập Thống nhất: 2006 UAE Arabian Gulf League (thứ 2)
- UAE President's Cup: 2007 UAE President's Cup (thứ 2)
- AFC Champions League: 2007 AFC Champions League (thứ 3)

Buriram United
- Giải bóng đá vô địch quốc gia Thái Lan: Vô địch (2): 2014 Thai Premier League, Giải bóng đá vô địch quốc gia Thái Lan 2015
- Cúp FA Thái Lan: Vô địch: 2015 Thai FA Cup
- Cúp Liên đoàn bóng đá Thái Lan: Champions: 2015 Thai League Cup
- Kor Royal Cup: Vô địch (2): 2015 Kor Royal Cup, 2016 Kor Royal Cup
- Cúp Ngoại hạng Toyota: Vô địch: 2016 Toyota Premier Cup
- Giải bóng đá vô địch các câu lạc bộ sông Mê Kông: Vô địch: Giải bóng đá vô địch các câu lạc bộ sông Mê Kông 2015

Chiangrai United
- Cúp FA Thái Lan: Vô địch (2): 2017 Thai FA Cup, 2018 Thai FA Cup
- Cúp Liên đoàn bóng đá Thái Lan: Vô địch: 2018 Thai League Cup
- Thailand Champions Cup: Vô địch: 2018 Thailand Champions Cup